# كيفن رودلف
كيفن وينستون رودلف (بالإنجليزية: Kevin Winston Rudolf) ولد في 17 فبراير 1983 في مانهاتن نيويورك هو منتج أسطوانات، ومغن ومؤلف، وموسيقي، ومغني، من الولايات المتحدة، ولد في نيويورك وهو أمريكي من أصول بريطانية.

## روابط خارجية
- كيفن رودلف على موقع IMDb (الإنجليزية)
- كيفن رودلف على موقع ميوزك برينز (الإنجليزية)
- كيفن رودلف على موقع ميوزك برينز (الإنجليزية)
- كيفن رودلف على موقع أول ميوزيك (الإنجليزية)
- كيفن رودلف على موقع أول ميوزيك (الإنجليزية)
- كيفن رودلف على موقع ديسكوغز (الإنجليزية)
- كيفن رودلف على موقع ديسكوغز (الإنجليزية)
- كيفن رودلف على موقع قاعدة بيانات الفيلم (الإنجليزية)